# Amityville: It's About Time
Amityville: It's About Time é um filme estadunidense de 1992, gênero terror, dirigido por Tony Randel. Sexto filme da série The Amityville Horror, foi lançado diretamente em vídeo pela Republic Pictures Home Video e, posteriormente, pela Lionsgate Home Entertainment e a FremantleMedia.

## Sinopse
Um relógio do século XV que pertenceu a Gilles de Rais, um assassino de crianças, vai parar na casa de uma família. Sem saber da origem do objeto, a família imediatamente o coloca em um local de destaque na sala de estar. Só que o relógio é a ligação com uma velha e demoníaca casa, o que faz com que logo quase todos ao seu redor sejam afetados por seus maléficos poderes.

## Elenco
- Stephen Macht - Jacob Sterling
- Shawn Weatherly - Andrea Livingston
- Megan Ward - Lisa Sterling
- Damon Martin - Rusty Sterling
- Jonathan Penner - Dr. Leonard Stafford
- Nita Talbot - Iris Wheeler
- Dean Cochran - Andy
- Terrie Snell - Mrs. Tetmann
- Kevin Bourland - Officer #1
- Margarita Franco - Officer #2
- William Jackson - Officer #3 (as William B. Jackson)
- Willie C. Carpenter - Doutor
- Dick Miller - Mr. Anderson
- Alan Berman - Van Driver
- Dylan Milo - Baby Rusty
- Richard Cromwell- The Teddy Bear
- Dawn Parker Sands- Justin's girlfriend
- Robert M. Owens- Spot